# Walter Ochs
Walter Ochs (* 28. Oktober 1912; † 30. April 1991 in Wattenscheid) war ein deutscher Fußballspieler und -trainer. Der Gauligaspieler des SV Höntrop stand während des Zweiten Weltkriegs mit der Militärelf LSV Hamburg 1943 im Finale des Tschammerpokals und 1944 im Endspiel um die deutsche Fußballmeisterschaft. Nach dem Zweiten Weltkrieg war er über viele Jahre als Verbandstrainer im Fußball- und Leichtathletik-Verband Westfalen tätig.

## Spielerkarriere
In Höntrop, einer kleinen Gemeinde im Wattenscheider Süden, am Stadion Hellweg bei den Rot-Weißen des SV Höntrop, entwickelte und etablierte sich der Jugend- und Seniorenfußballer Walter Ochs. In der Gauliga Westfalen feierte er an der Seite der Mitspieler Bruno Stein (Torhüter), Willi Happel, Fritz Przetak, Paul und Jupp Timpert, mit der Erringung der zwei Vizemeisterschaften 1934 und 1935 hinter dem Serienmeister FC Schalke 04, den größten Erfolg. Am 21. Oktober 1934 gewann Höntrop als Krönung mit 1:0 Toren das Spiel in der Schalker Glückauf-Kampfbahn.
Ochs wurde im Verlauf des Zweiten Weltkriegs als Luftwaffensoldat bei einer Flak-Division im Raum Hamburg stationiert und schloss sich als Gastspieler dem SC Victoria Hamburg an. Mit dem Gauligameister von Hamburg der Kriegsrunde 1942/43, die Victoria kam in 18 Ligaspielen auf 29:7 Punkte und erzielte 79:25 Tore und gewann mit drei Vorsprung vor dem Hamburger SV die Meisterschaft, war er am 2. Mai 1943 im Spiel gegen Eintracht Braunschweig in der Endrunde um die deutsche Meisterschaft aktiv. An der Seite der Mitspieler Ludwig Alm (Torhüter), der vor der Pause verletzt ausschied, und Mittelläufer Hans Schwartz konnte er im damaligen WM-System auf der rechten Verteidigerposition eingesetzt, die klare 1:5-Niederlage mit zehn Spielern gegen die Niedersachsen nicht verhindern.
In der zweiten Jahreshälfte wurde Ochs zum Luftwaffensportverein Groß-Hamburg (LSV) delegiert. Die Militärelf die aus so genannten „Flugabwehrkämpfern“ bestand, konnte im Gegensatz zur Konkurrenz, während der zwei Jahre ihres Bestehens in fast unveränderter Formation durchspielen, weshalb sie bei den alten Vereinen unbeliebt war.
In der Herbstserie – Ende August bis Ende Oktober 1943 – der Spielzeit 1943/44 trat der Luftwaffen-SV als Vertreter des Gaues Hamburg im „Tschammer-Pokal“, dem Vorläufer des DFB-Pokal, an. Nach Siegen über SpVgg Wilhelmshaven 05 (1:0), Luftwaffen-SV Pütnitz (3:2), Holstein Kiel (4:2) und Dresdner SC (2:1) erreichten die Hamburger das Endspiel in Stuttgart. Darin behielt allerdings Vienna Wien mit 3:2 nach Verlängerung die Oberhand und gewann den bis Kriegsende letztmals ausgetragenen Wettbewerb. Ochs hatte dabei mit Mittelläufer Heinrich Gärtner und dem linken Außenläufer Robert Gebhardt die Läuferreihe des LSV gebildet. Beim 2:1-Halbfinalerfolg gegen die Spitzenmannschaft des Dresdner SC am 17. Oktober war die Bewährung vor 25.000 Zuschauern gegen den DSC-Innensturm mit Heinrich Schaffer, Fritz Machate und Helmut Schön erfolgreich geglückt. Im Finale in Stuttgart konnte die LSV-Abwehr aber nicht das knappe Durchsetzen der blau-gelben Vienna um die beiden herausragenden Halbstürmer Karl Decker und Rudolf Noack verhindern.
Der Mann aus Höntrop und seine Spielkameraden gehörten in der Saison 1943/44 mit dem LSV der Gauliga Hamburg an. Die von Ex-Nationalspieler Karl Höger trainierte Auswahl gewann mit 35:1 Punkten und 117:13 Toren die Meisterschaft in Hamburg. Am 16. Januar und am 19. März 1944 führten der LSV und die Soldatenelf Rote Jäger zwei Propagandaspiele in Hamburg durch. Im Januar verlor der LSV mit 2:3 Toren, im Rückspiel gelang mit einem 5:1-Erfolg die Revanche.
Die durch zahlreiche Spielerverpflichtungen aus dem gesamten Reichsgebiet – unter anderem Willy Jürissen, Robert „Zapf“ Gebhardt, Ludwig Janda, Karl Miller, Heinz Mühle, Reinhold Münzenberg, Heinrich Gärtner, Jakob Lotz – in Hamburg konkurrenzlose Mannschaft besiegte in der anschließenden Endrunde um die deutsche Meisterschaft nacheinander Wehrmacht-SV Celle (4:0), SpVgg Wilhelmshaven 05 (1:1 nach Verlängerung und 4:2), Kriegsspielgemeinschaft Duisburger SpV und TuS 48/99 Duisburg (3:0). Im Halbfinale wurde auch die Hürde des Heeres-SV Groß Born mit 3:2 Toren genommen, wobei deren Angreifer Edmund Conen, Kurt Hinsch und Ernst Plener der LSV-Defensive alles abverlangten. Somit stand nach dem Pokalfinale des Vorjahres der LSV erneut in einem Endspiel. Vor 70.000 Zuschauern am 18. Juni 1944 in Berlin reichte es allerdings auch dieses Jahr nicht zum Titelgewinn: der Titelverteidiger Dresdner SC nahm Revanche für die Halbfinalniederlage im Tschammer-Pokal und schlug den LSV Hamburg deutlich mit 4:0. Der Qualität des DSC-Angriffs, um Altmeister Richard Hofmann und Helmut Schön gruppiert, konnte die LSV-Abwehr im Spielverlauf der zweiten Halbzeit nicht mehr Paroli bieten. Der Westfale hatte als rechter Außenläufer alle sechs Endrundenspiele für die Militärmannschaft bestritten.
Nach dem Zweiten Weltkrieg war Ochs erneut für den SV Höntrop aktiv. In den Runden 1946/47 und 1947/48 spielte Höntrop in der Landesliga Westfalen. Vom 3. November 1947 bis 21. August 1948 war Ochs Absolvent des 1. Fußball-Lehrer-Kurses an der Deutschen Sporthochschule Köln. Unter der Lehrgangsleitung von Sepp Herberger und neben weiteren Kursteilnehmern wie Fritz Langner, Fritz Pliska, Helmut Schneider, Hennes Weisweiler und Herbert Widmayer absolvierte er erfolgreich die Ausbildung zum lizenzierten Fußballtrainer der höchsten Leistungsstufe.

## Erfolge
- Gaumeister Hamburg 1944 (mit dem LSV Hamburg)
- Tschammerpokal-Finalist 1943 (mit dem LSV Hamburg)
- Zweiter der Gaumeisterschaft 1934, 1935 (mit dem SV Höntrop)

## Trainerkarriere
Als Vereinstrainer war Walter Ochs unter anderem beim SV Sodingen, SG Wattenscheid 09 und Eintracht Osnabrück (1951/52 in der Oberliga Nord) tätig, ehe der Vater des späteren Bundesligatrainers des Hamburger SV (1970–73), Klaus-Dieter Ochs, über viele Jahre beim Fußball- und Leichtathletik-Verband Westfalen als Verbandstrainer wirkte. In Kamen-Kaiserau verhalf er der Verbandsauswahl in den Jahren 1962 und 1966 zum Erfolg im Länderpokal und war tatkräftig am Beginn der Karrieren vieler deutscher Spitzenspieler – siehe beispielhaft die Anfänge der Laufbahn von Hans Tilkowski und Willi Schulz – beteiligt.
Da der seinerzeit verantwortliche DFB-Trainer für die Deutsche Amateurnationalmannschaft, Helmut Schön, erst am Morgen des Spieltags, den 5. Juni 1963, in Siegen zum ersten Länderspiel gegen Japan eintraf, war bis dahin der westfälische Verbandstrainer Walter Ochs für die Betreuung und Vorbereitung verantwortlich.